# Glandularia origenes
Glandularia origenes là một loài thực vật có hoa trong họ Cỏ roi ngựa. Loài này được (Phil.) Schnack & Covas mô tả khoa học đầu tiên năm 1944.